# György Kenéz
György Kenéz (* 23. Juni 1956 in Budapest) ist ein ehemaliger ungarischer Wasserballspieler.

## Karriere
Kenéz hatte seinen ersten internationalen Auftritt bei den Olympischen Spielen 1976 in Montreal. Dort gewann er mit der ungarischen Nationalmannschaft die Goldmedaille. Im folgenden Jahr sicherte sich das Team zudem den Europameistertitel bei den Wettkämpfen im schwedischen Jönköping. Es folgten weitere Medaillen bei Europameisterschaften – 1981 in Split gewann er mit der Nationalmannschaft Bronze und 1983 in Rom Silber.
Auch bei Weltmeisterschaften war der Ungar mit seiner Mannschaft erfolgreich. So errang er sowohl bei der WM 1978 in West-Berlin als auch bei der WM 1982 im ecuadorianischen Guayaquil die Silbermedaille. Insgesamt bestritt er 128 Länderspiele für die ungarische Nationalmannschaft.
Auf Vereinsebene feierte Kenéz große Erfolge mit Vasas Budapest. Zwischen 1975 und 1984 gewann er neun nationale Meisterschaften. Darüber hinaus triumphierte er mit dem Team im Europapokal der Landesmeister in den Jahren 1980 und 1985 sowie im Europapokal der Pokalsieger im Jahr 1986.
Nach dem Ende seiner aktiven Karriere im Jahr 1990 im Alter von 34 Jahren war Kenéz unter anderem als Trainer bei seinen früheren Vereinen Vasas Budapest und Poseidon Catania tätig. Zudem trainierte er die Mannschaften von Tungsram SC und Budapesti Spartacus sowie ab 1999 die kuwaitische Nationalmannschaft. Im Jahr 2022 wurde er Mitglied der Technischen Kommission der FINA.